# 大老闆 (摔角手)
大老闆（英語：The Big Boss Man，1963年5月2日—2004年9月22日），本名小雷蒙·W·特雷勒（英語：Raymond W. Traylor, Jr.），是美國已故的職業摔角選手。大老闆最出名的時期是待在世界摔角聯盟及世界冠軍摔角。大老闆在世界摔角聯盟拿下了一次WWF世界雙打冠軍及四次WWF硬蕊冠軍

## 冠軍及成就

### 職業摔角畫報
- PWI 500（個人）-第23名（1992年）[7]
- PWI Years（個人）-第138名（2003年）[8]

### 世界摔角娛樂
- WWF硬蕊冠軍（四次）[9]
- WWF世界雙打冠軍（一次）[10]

### 摔角觀察通訊獎（英语：Wrestling Observer Newsletter awards）
- 年度最佳進步獎（1987年）
- 年度最差宿敵（1996年；與約翰·滕塔（英语：John Tenta））
- 年度最差宿敵（1999年；與Big Show）
- 年度最差加工比賽（1999年；在殺無赦1999（英语：Unforgiven (1999)）對上艾爾·史諾）